# Achelia scabra
Achelia scabra là một loài nhện biển trong họ Ammotheidae. Loài này thuộc chi Achelia. Achelia scabra được miêu tả khoa học năm 1880 bởi Wilson.